# Leonid Mychajljutenko
Leonid Romanowytsch Mychajljutenko (ukrainisch Леонід Романович Михайлютенко, englische Transkription Leonid Mykhailiutenko, geboren am 14. Juni 1994 in Juschne) ist ein ukrainischer Handballspieler, der auf der Position linker Rückraum eingesetzt wird.

## Vereinskarriere
Mychajljutenko begann seine Karriere im Jahr 2011 beim ukrainischen Verein HK Portowyk Juschni. 2014 wechselte er zum Ligakonkurrenten HK Motor Saporischschja. Im Jahr 2017 ging er in die Türkei zum Verein Merzifon Belediye Hentbol SK und von dort aus im Jahr 2018 weiter nach Island zu KA Akureyri. 2019 wechselte Mychajljutenko nach Russland und spielte in Taganrog beim Verein GK Taganrog. 2021 ging er nach Saudi-Arabien zum Verein Al-Zulfi. Im Januar 2022 verstärkte er das Team von Medwedi Tschechow in der russischen Superliga. Im März 2022 wechselte Michajljutenko nach Deutschland zur in der 3. Liga spielenden HSG Bieberau-Modau.
Mit den ukrainischen Teams spielte er im EHF-Pokal und im EHF Challenge Cup.

## Auswahlmannschaften
Er stand im Kader der ukrainischen Nationalmannschaft. Sein erstes Länderspiel bestritt er am 14. März 2021 in der Europameisterschaftsqualifikation gegen Färöer.
Mychajljutenko nahm mit der ukrainischen Beachhandball-Nationalmannschaft an der EHF Beachhandball Championship 2022 teil, bei der er die Bronzemedaille gewann.